# 蒔田彩珠
蒔田 彩珠（まきた あじゅ、2002年〈平成14年〉8月7日 - ）は、日本の女優。神奈川県横浜市金沢区出身、スターダストプロモーション制作2部所属。

## 略歴
子役としてCMに出演する兄を見て「私もテレビに出たいな」と芸能事務所に所属し、7歳で子役デビュー。当初人見知りがひどく緊張してオーディションに受からない状況が続いたことから、現場に慣れるため大学の自主制作映画に出演する。
2012年、10歳の時に出演したドラマ『ゴーイング マイ ホーム』で阿部寛の娘役を演じて監督の是枝裕和から「非常に柔軟性があって、勘もすごくいい。何も心配していない」と演技を高く評価され、真剣に役と向き合う共演者の姿を目の当たりにしてそれまでの「楽しいから現場に行く」という感覚から「私も自分じゃない役を演じたい、女優になりたい」と女優の道を志すようになる。以降、『海よりもまだ深く』、『三度目の殺人』、『万引き家族』に起用されて、「蒔田彩珠といえば是枝作品」とも称される是枝作品の常連となる。
2013年にはスペシャルドラマ『ちびまる子ちゃん』でまる子の姉・さきこ役を好演。NTTドコモの注目テレビCM「ドコモ田家」シリーズにショウガクドコモダケ役で出演し、深津絵里と共演した敷島製パン「Pasco 超熟」のCMでは個性的な少女を好演する。
2015年よりかつて所属していたシーアンドティー（キャロット）から満島ひかり、安藤サクラらの所属する芸能事務所ユマニテに移籍。2016年11月放送のスペシャルドラマ『五年目のひとり』では渡辺謙との競演で話題を呼ぶ。
2018年、映画『志乃ちゃんは自分の名前が言えない』で同年齢の南沙良とともにダブル主演を務め、映画初主演。劇中ではギター演奏にも挑戦する。同作での演技が評価され、南とともに第43回報知映画賞新人賞および第33回高崎映画祭最優秀新人女優賞を受賞。同年12月にはオーディションを経て音楽劇『道』で初舞台に立ち、ヒロイン・ジェルソミーナ役を演じる。若手俳優の登竜門として知られる大塚製薬「カロリーメイト」のCMキャラクターに起用されるなど、ブレークが期待される10代の若手実力派女優の1人として注目を集める。
2020年、『朝が来る』で第45回報知映画賞助演女優賞を受賞。新人賞から2年での俳優賞は史上最速、18歳での2冠達成は史上最年少。同年10月31日、フジテレビTWO 第7回「ドラマ甲子園」大賞受賞作品『言の葉』でテレビドラマ初主演。
2021年には同年度前期放送の『おかえりモネ』で2016年度前期の『とと姉ちゃん』以来2度目のNHK連続テレビ小説への出演を果たし、清原果耶演じるヒロインの妹役を演じる。
2022年にはTBS系金曜ドラマ『妻、小学生になる。』で堤真一演じる新島圭介と石田ゆり子演じる圭介の妻・新島貴恵の娘、新島麻衣役を演じる。
2023年、NHK総合 夜ドラ『わたしの一番最悪なともだち』で初めて連続ドラマ主演に起用されて好演。同年12月31日に、ユマニテを退社した。
2024年1月1日に、スターダストプロモーション制作2部へ移籍した。

## 人物
- 特技はギター弾き語り[23]。好きなアーティストにはSaucy DogやMy Hair is Bad、あいみょんの名前を挙げており、自らのインスタライブの中であいみょんの楽曲である「3636」の弾き語りなどを行うことがある[24][25]。
- 『ゴーイング マイ ホーム』に出演以降気にいられ、数多くの作品で現場を共にしている映画監督の是枝裕和を特別慕っており、インタビュー時に「是枝監督は蒔田さんのこと大好きなんじゃない?」と質問された際は「大好きですね、きっと笑」と答え[26]、「これは他の役者さんにはあまり知られていないんでしょうけど、言うことやることがくまさんみたいで可愛いんです」と撮影現場では監督とプライベートに関することも会話すると語り、互いに特別な関係性を築いている[27][28]。
- 3人兄妹の末っ子で、兄が2人いる。
- 名前の「彩」の字は母が好きな川の名前から、「珠」は母の名前に真珠の「真」の字が入っているので、もう片方の珠の字を取って命名されたという[29]。
- 映画を見る際に劇場へ行くことがほとんどなく、ドラマを見る際にも地上波などの日本のドラマをほとんど見ないことからNetflixなどの配信サイトを利用して自宅でアニメやドラマ、映画を鑑賞することが多い[30][31]。
- よく見た目から無口な性格と言われることもあるが、本人曰く実生活ではかなり笑うことが多く、よく教室の中心からみんなを観察していたようなタイプだったと語っている[23]。
- 将来の夢については、歌もドラマも映画もバラエティもなんでもこなせる女優・モデルと答えている[32][23]。
- 憧れの女優は、山口智子[33]。目標の女優は満島ひかりで、シリアスな役から陽気な役まで作品によって同一人物とは思えないような役作りで演じるところに憧れると語る[34][35]。
- 『99.9-刑事専門弁護士-THE MOVIE』に出演したときにモーツァルトの「ピアノ協奏曲第20番」を弾く場面もあり、ピアノ演奏も特訓した[36]。

## 受賞
2018年
- 第43回報知映画賞 新人賞（『志乃ちゃんは自分の名前が言えない』）
- 第33回高崎映画祭 最優秀新人女優賞（『志乃ちゃんは自分の名前が言えない』）

2020年
- 第45回報知映画賞 助演女優賞（『朝が来る』）
- 第42回ヨコハマ映画祭 助演女優賞（『朝が来る』『星の子』）

2021年
- 第75回毎日映画コンクール 女優助演賞（『朝が来る』）
- 第44回日本アカデミー賞 新人俳優賞（『朝が来る』）
- 第94回キネマ旬報ベスト・テン 助演女優賞（『朝が来る』）
- 2020年度全国映連賞 女優賞（『朝が来る』『星の子』）
- 第15回アジア・フィルム・アワード 助演女優賞（『朝が来る』）
- LINE NEWS PRESENTS NEWS AWARDS 2021「NEXT NEWS賞」

2022年
- 第25回日刊スポーツドラマグランプリ 助演女優賞(『おかえりモネ』)

## 出演

### テレビドラマ
- 土曜ワイド劇場 再捜査刑事・片岡悠介 函館〜横浜・同窓会不倫殺人〜（2011年6月25日、テレビ朝日） - 里沙子（幼少）役
- ゴーイング マイ ホーム（2012年10月9日 - 12月18日、関西テレビ・フジテレビ） - 坪井萌江 役
- ちびまる子ちゃん（2013年10月1日、フジテレビ） - さくらさきこ 役
- 血の轍（2014年1月19日 - 2月9日、WOWOW） - 志水真里菜 役
- ハンドベル卒業式（2014年3月16日、東海テレビ） - 黒岩美音 役
- 昨夜のカレー、明日のパン 第5話（2014年11月2日、NHK BSプレミアム） - まりえ 役
- 重版出来! 第7話 - 最終話（2016年5月24日 - 6月14日、TBS） - 後田アユ 役[46][47]
- 連続テレビ小説（NHK総合）
  - とと姉ちゃん 第25週（2016年9月19日 - 24日） - 水田たまき（13歳） 役
  - おかえりモネ（2021年5月17日 - 10月29日） - 永浦未知 役[18][19][48][49][50]
- 山田太一ドラマスペシャル「五年目のひとり」（2016年11月19日、テレビ朝日） - 松永亜美 役[51]
- 富士ファミリー2017（2017年1月3日、NHK総合）
- A LIFE〜愛しき人〜 第7話（2017年2月26日、TBS） - 道山茜 役
- みをつくし料理帖（2017年5月13日 - 7月8日、NHK総合） - ふき 役
  - みをつくし料理帖スペシャル（2019年12月14日 - 21日、NHK総合）[52]
- ショートショート木皿泉劇場「道草」-「平田家の人々」（2017年12月16日、NHK BSプレミアム） - 歩 役[53]
- anone 第3話・第4話（2018年1月24日・31日、日本テレビ） - るい子の娘・アオバ 役[54]
- ドラマ10 透明なゆりかご 第2回（2018年7月27日、NHK総合） - 中本千絵 役[55]
- みかづき 第2話・第3話（2019年2月2日・9日、NHK総合） - 大島蘭（少女期） 役
- 潤一 第5話（2019年8月10日、カンテレ） - 瑠依 役[56]
- シリーズ・横溝正史短編集II『金田一耕助踊る!』貸しボート十三号（2020年1月18日、NHK BSプレミアム） - 川崎美穂子 役[57]
- キワドい2人-K2-池袋署刑事課 神崎・黒木 第4話（2020年10月2日、TBS） - 橘望美 役
- 言の葉（2020年10月31日、フジテレビTWO、第7回「ドラマ甲子園」大賞受賞作品） - 主演・伊藤香里 役[注 1][17]
- 99.9-刑事専門弁護士- 完全新作SP新たな出会い篇 〜映画公開前夜祭〜（2021年12月29日、TBS） - 南雲エリ 役[58]
- 妻、小学生になる。（2022年1月21日 - 3月25日、TBS） - 新島麻衣 役[59]
- 怖い絵本 Season5「こっそり どこかに」（2022年3月28日、NHK Eテレ） - 出演と朗読[60]
- わたしの一番最悪なともだち（2023年8月21日 - 10月12日、NHK総合） - 主演・笠松ほたる 役[61][21]
- 誰かがこの町で（2024年12月8日 - 29日、WOWOW） - 望月麻希 役[62]
- 御上先生（2025年1月19日 - 3月23日、TBS） - 富永蒼 役[63][64]
- DOCTOR PRICE（2025年7月6日 - 、読売テレビ・日本テレビ） - 夜長亜季 役[65][66]

### 配信ドラマ
- 深海くんと月影ちゃん シーズン2（2020年6月1日 - 5日、全5回、YouTube配信） - 主演・月影ちゃん 役[67]（鈴鹿央士とのダブル主演）
- 言の葉（2020年10月19日、FOD、第7回「ドラマ甲子園」大賞受賞作品） - 主演・伊藤香里 役[注 1][17][68]
- 息をひそめて 第4話「この町のことが好きじゃなかった」（2021年4月23日、Hulu） - 主演・三隅夕河 役[69]
- イケMEN！〜3分だけのキュン彼氏〜（2021年11月11日 - 2022年1月10日、Spotify、オーディオドラマ） - 主演・古河恋花 役[70]
- 舞妓さんちのまかないさん（2023年1月12日 全9話 Netflix） - 涼子 役[71]
- 檸檬色の夢（2023年2月19日 全8話 LINE NEWS VISION） - 主演・イオ 役[72]
- 忍びの家 House of Ninjas（2024年2月15日 - 、Netflix） - 俵凪 役[73][74]

### ラジオドラマ
- FMシアター 真琴もののけ録（2019年3月23日、NHK-FM） - 主演・真琴 役
- 特集オーディオドラマ 君を探す夏（2020年12月26日、NHK-FM） - 主演・ゆい 役（八木莉可子とのダブル主演）
- 青春アドベンチャー 滅びの前のシャングリラ（2022年9月19日 - 9月30日（全10回）、NHK-FM） - 主演・LOCO 役

### 舞台
- 音楽劇『道』（2018年12月8日 - 28日、東京・日生劇場） -ヒロイン・ジェルソミーナ役[13]

### 映画
- 海よりもまだ深く（2016年5月21日、ギャガ、是枝裕和監督） - 良多の姪・彩珠 役
- The Light Dances（2017年、伊月肇監督） - 主演・渚 役
- 三度目の殺人（2017年9月9日、東宝、是枝裕和監督） - 重盛ゆか 役
- 友罪（2018年5月25日、GAGA、瀬々敬久監督） - 白石唯 役[75]
- 万引き家族（2018年6月8日、GAGA、是枝裕和監督） - 柴田さやか 役[76]
- 猫は抱くもの（2018年6月23日、キノフィルムズ、犬童一心監督） - 中山帆乃 / 縞三毛猫 役（二役）[77][78]
- 志乃ちゃんは自分の名前が言えない（2018年7月14日、ビターズ・エンド、湯浅弘章監督） - 主演・岡崎加代 役[注 2][79]
- いちごの唄（2019年7月5日、ファントム・フィルム、菅原伸太郎監督） - 震災の女の子 役[80]
- #ハンド全力（2020年7月31日、イオンエンターテイメント/エレファントハウス/ラビットハウス、松居大悟監督） - ヒロイン・黒澤 役[81]
- 星の子（2020年10月9日、東京テアトル・ヨアケ、大森立嗣監督） - まーちゃん 役[82]
- 朝が来る（2020年10月23日、キノフィルムズ、河瀬直美監督） - 片倉ひかり 役[83]
- DIVOC-12「YEN」（2021年10月1日、ソニー・ピクチャーズ、山嵜晋平監督） - 主演・夏希 役[84]
- 99.9 -刑事専門弁護士- THE MOVIE（2021年12月30日、松竹、木村ひさし監督） - 南雲エリ 役[85][86]
- Pure Japanese（2022年1月28日、アミューズ、松永大司監督） - ヒロイン・アユミ 役[87]
- クレイジークルーズ（2023年11月16日、Netflix、瀧悠輔監督） - 萩原汐里 役[88][89][90]
- ハピネス（2024年5月17日、バンダイナムコフィルムワークス、篠原哲雄監督） - 主演・山岸由茉 役[注 3][91][92]
- サラバ、さらんへ、サラバ（2024年8月22日、ソウル国際女性映画祭 招待上映 洪先恵監督） - 主演・広瀬仁美 役[93]
- 消滅世界（2025年11月28日公開予定、川村誠監督） - 主演・雨音 役[94][95]

### 大学制作映画
- プロローグ（2009年、東京芸術大学大学院映像研究科） - 病院の少女 役
- カラコギ（2009年、東京造形大学） - 迷子の女の子 役
- ライムキャッチボール（2009年、東京芸術大学大学院映像研究科） - ブランコの少女 役
- さよなら、またいつか。（2010年、立教大学映像身体学科） - ヒロイン（幼少）役
- 家出親父と3匹のどら猫（2010年、東京造形大学 卒業制作） - 少女 役（友情出演）
- 女と男と座敷わらし（2011年、東京大学 映画研究会） - 座敷わらし 役

### 劇場アニメ
- 神在月のこども（2021年10月8日、イオンエンターテイメント、白井孝奈監督） - 主演・葉山カンナ 役[96]
- 君を愛したひとりの僕へ（2022年10月7日、東映、カサヰケンイチ監督） - ヒロイン・佐藤栞 役[97]

### ミュージックビデオ
- butter butter「明後日」（2009年）[98]
- 宮崎奈穂子「ぴっかぴか」（2010年） - 主演・幼稚園児 役[99]
- SHISHAMO「水色の日々」（2018年）[100][101]
- 米津玄師「カナリヤ」（2020年）[102][103]
- Vaundy「恋風邪にのせて」（2022年）[104][105]
- wacci「忘れたい」（2024年）[106][107]
- 汐れいら「糸しいひと」（2024年）[108][109]

### CM
- フジタ製薬「バズーカ君篇」（2010年）
- KDDI「ケーブルプラス電話インフォマーシャル2011」（2011年）
- メガハウス「ペンデコシール」（2012年）
- ジョンソン・エンド・ジョンソン バンドエイド「キズパワーパッド篇」（2012年・2013年）
- メガハウス「きせかえデコッ手帳」（2012年）
- 日商エステム「日商エステムのうた」（2012年 - 2014年）
- NTTdocomo「ドコモ田家 学生家族いっしょ割篇」（2013年） - ショウガクドコモダケ 役
  - 「ドコモ田家 応援学割篇」（2013年）
  - 「ジュニスマ 姉妹篇」（2013年）
  - 「ドコモ田家篇」（2013年）
  - 「ドコモ田家 再申込み篇」（2013年）
  - 「ドコモ田家 パケ代篇」（2013年）
  - 「サービスパック篇」（2013年）
  - 「おすすめパック篇」（2013年）
- 敷島製パン Pasco（2013 - 2018年）
  - 「超熟 出会い篇」（2013年）
  - 「春のキャンペーン 面白くなりそう篇」（2014年）
  - 「超熟 パンの耳篇」（2014年）
  - 「超熟 トースト篇」（2015年）
  - 「超熟 少女からの手紙篇」（2018年）
- ブルボン アルフォートミニチョコレート「ちょこっとずつ行こう篇」（2013年）
- ベネッセ「進研ゼミ 小学講座」（2013年 - 2015年）
- 味噌汁's デビューアルバム「ME SO SHE LOOSE 告知CM」（2014年）
  - 「転校生篇」
  - 「プレゼント篇」
  - 「別れ篇」
- 積水ハウス 企業広告 玄関のメッセージ篇（2015年3月）
- JCBオリジナルシリーズ かけがえのない毎日篇（2015年5月）
- 大塚製薬 カロリーメイト
  - 「小さな栄養士 チョコレート篇」（2016年10月）
  - 「心の声」篇（2018年11月） - CMキャラクター[14][110]
- 日本生命Play, Support. ｢母からのメッセージ｣篇（2016年12月）
- 日清フーズ マ・マー #ママワザ（2017年11月）
  - 「平日のママ篇」
  - 「休日のパパ篇」
- 積水ハウス 企業・グループCM「ひとは帰ってゆく篇」（2017年11月）
- SoftBank（2018年3月）
  - 「志尊、人生を問う。なぜ犬なのに…。」篇
  - 「志尊、人生を問う。なぜ人間は…。」篇
- NTT東日本「『ICTる?地域とともに。』宣言篇」（2019年11月 - ）
  - 「地域文化篇」（2020年）
  - 「農業篇」（2020年）
  - 「eスポーツ篇」（2020年）
  - 「つなぐ篇」（2020年）
- 日本マクドナルド
  - 「マックシェイク® カルピス®」夏は、吸い込むものだ。篇（2022年6月）
  - 「マックフルーリー® 濃厚マンゴー&カルピス®」夏の作戦会議。篇 （2022年7月）
- 中央自動車工業「何してル？セントラル」[111]
  - 「登場」篇（2025年1月）[112]
  - 「安全を守る」篇（2025年5月）[113]
- カカクコム「求人ボックス」[114]
  - 「増殖」篇（2025年7月）[115]

### ラジオCM
- NTTdocomo「家族の絆篇」（2013年） - ショウガクコドモダケ 役
  - 「スマホマナー篇」（2013年）

### テレビ番組
- ピラメキーノ ほとんどガールズコレクション（2012年、テレビ東京）
- 使える芸能人は誰だ!?プレッシャーバトル（2013年、TBS） - ゲスト出演
- Eテレ・ジャッジ「かおだし看板ラボ」（2015年、NHK Eテレ）
- Eテレ・ジャッジ「かおだし看板ラボ」新作SP（2016年、NHK Eテレ）
- あさイチ（2021年10月19日、NHK総合）- ゲスト出演
- 第72回NHK紅白歌合戦（2021年12月31日、NHK総合）[116]
- 土スタ（2023年8月26日、NHK総合）- ゲスト出演

### ドキュメンタリー
- BS1スペシャル「是枝裕和×運命の女優たち〜フランスで挑んだ1年の記録〜」（2019年10月27日、NHK BS1） - ナレーション
- Zの選択「#地元で働く理由」(2022年1月19日、NHK Eテレ） - ナレーション
- スポーツ×ヒューマン「野球がくれた宝物 神戸弘陵学園 女子硬式野球部」（2022年8月22日、NHK BS1） - ナレーション
- Venue101「Venue101 Presents Documentary on Vaundy」（2024年9月28日、NHK総合） - ナレーション[117]

### カバーモデル
- 川上未映子『ヘヴン』イギリス版（2021年6月10日）
- sumika 4th album『For.』初回生産限定盤B（2022年9月21日、ソニー・ミュージックレコーズ）
- PLACOLE & DRESSY 2025年3月号 vol.58（2025年3月1日、冒険社プラコレ）[118]

### 広告、イメージキャラクター
- 第60回「宣伝会議賞」（2022年） - イメージキャラクター[119]
- 「渋谷スクランブルスクエア 2024秋シーズンモデル」(2024年)[120]